# Ferrocarril Turístico del Alto Llobregat
El Ferrocarril Turístico del Alto Llobregat o ferrocarril de La Pobla de Lillet a Castellar de Nuch es un tren turístico puesto en servicio el 1 de julio de 2005 bajo la marca Tren del Cemento, de Ferrocarriles de la Generalidad de Cataluña. Constituyó un nuevo tipo de servicio hasta ese momento inédito en Cataluña, nacido sobre lo que había sido la antigua línea de Guardiola de Berguedá a Castellar de Nuch, con ancho de 600 mm.

## Historia
La zona del Clot del Moro había estado tradicionalmente aislada por su complicada orografía, por lo que la apertura de la Fábrica de Cemento Asland supuso un gran impulso a su economía. En 1904, la cementera decide abrir un ramal propio a Castellar de Nuch, para favorecer las exportaciones, construyendo un "carrilet" de vía estrecha que siguió en servicio hasta 1963.
En 2005, con la cementera ya cerrada, la Generalidad decide iniciar un servicio turísitico, que correrá a cargo de FGC. Para ello, hizo falta reconstruir parte del trazado, incluyendo un museo que se abrió en 2014.

## Trazado

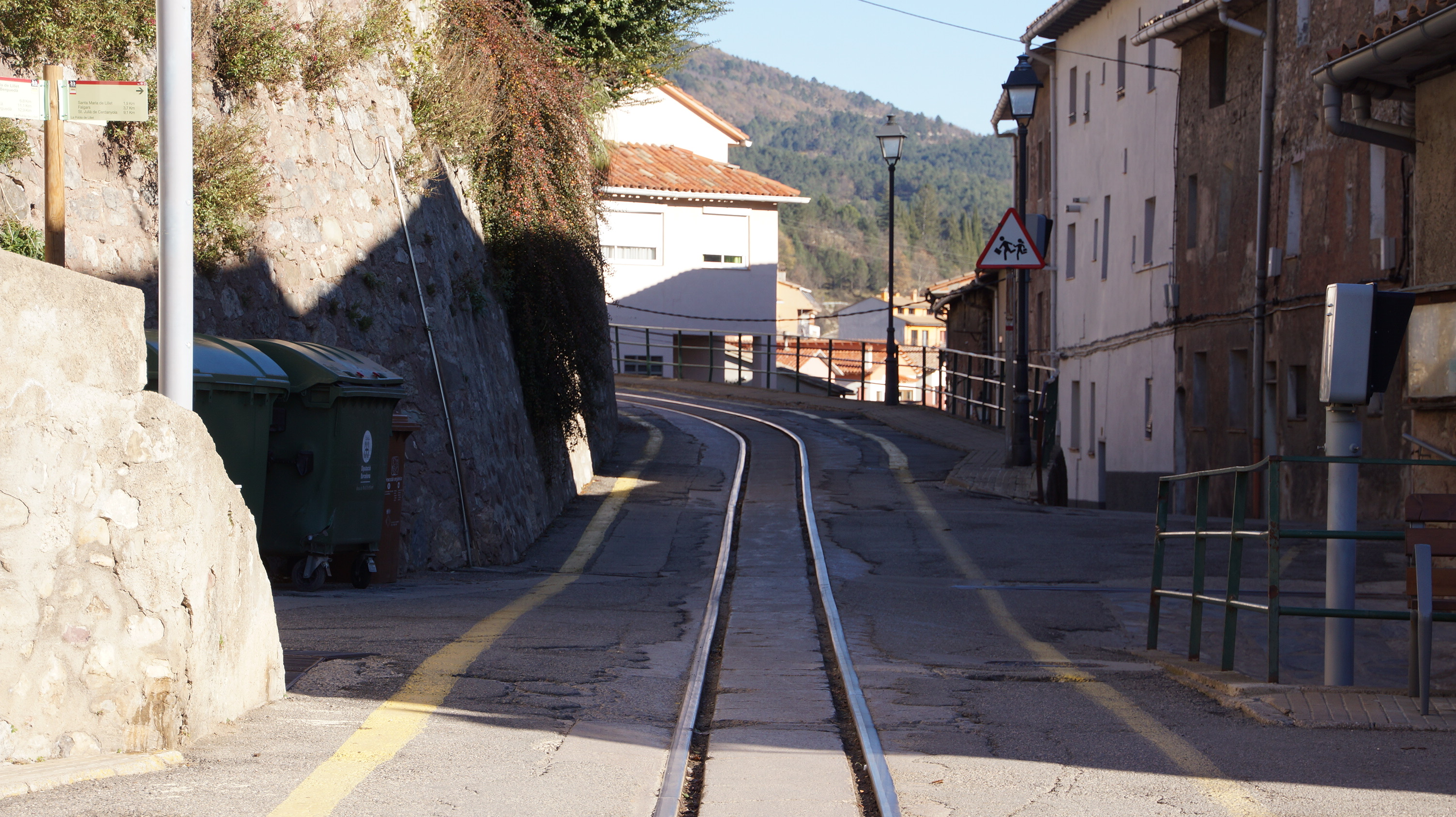
Trazado a su paso por La Pobla de Lillet

El trazado, de 3,5 km, se inicia en la estación de La Pobla de Lillet, donde hay una exposición de locomotoras y vehículos de transporte. A continuación, tras pasar un túnel, la línea bordea la montaña por un camino hormigonado compartido con vehículos. El trazado se adentra entre las casas del pueblo, tomando un formato "tranvía" que llega al apeadero de La Pobla Centre. La vía sigue su camino saliendo del núcleo y pasando pronto por un puente metálico sobre el río Llobregat. Bordeando una fábrica de cartón y alguna trinchera se llega a la estación de los Jardines Artigas.
A partir de aquí, la vía vuelve a apoyarse sobre balasto, y, con sinuoso trazado, se llega al Clot del Moro, en el término municipal de Castellar de Nuch. Aquí, se encuentra el Museo del Cemento Asland, que recuerda la fábrica que allí se situaba.